# ハインリヒ (アンハルト＝ケーテン公)
ハインリヒ（Herzog Heinrich von Anhalt-Köthen, 1778年7月30日 - 1847年11月23日）は、アンハルト＝ケーテン＝プレス侯（在位：1818年 - 1830年、1841年 - 1847年）、アンハルト＝ケーテン公（在位：1830年 - 1847年）。

## 生涯
アンハルト＝ケーテン＝プレス侯フリードリヒ・エルトマンと、その妻のシュトルベルク＝ヴェルニゲローデ伯爵夫人ルイーゼ・フェルディナンデの間の4男として、シュレージエンのプレス（現在のポーランド領プシュチナ）で生まれた。
1796年にプロイセン王国軍に入隊し、1806年の遠征の最中に少佐に昇進し、実戦から退いた後は少将の地位を与えられた。1818年に兄のフェルディナント・フリードリヒがアンハルト＝ケーテン公爵位を継承すると、ハインリヒがその代わりにプレス侯領の統治者となった。1830年、フェルディナント・フリードリヒの死に伴ってハインリヒがケーテン公爵位を継ぐと、プレス侯領はハインリヒの末弟ルートヴィヒ（1783年 - 1841年）に譲られた。しかしルートヴィヒも1841年に子供のないまま死んだため、ハインリヒが再びプレス侯爵位を引き継いだ。
ハインリヒは若い頃からホメオパシー療法の熱心な信奉者だった。公爵は1821年に同療法の考案者であるザムエル・ハーネマンを呼び寄せてハーネマンとその大勢の家族を庇護し、ハーネマンは1835年までハインリヒの宮廷侍医を務めた。ハインリヒは1830年に黒鷲勲章を授与された。彼は1841年より再びプロイセン軍に出仕し、死ぬまで歩兵隊の将軍を務めた。
ハインリヒは1819年5月18日にロイス＝ケストリッツ侯ハインリヒ44世の娘アウグステ（1794年 - 1855年）と結婚したが、間に子供は無かった。彼の死と同時に、アンハルト＝ケーテン公爵家は断絶した。ケーテン公国は同族のアンハルト＝デッサウ公レオポルト4世とアンハルト＝ベルンブルク公アレクサンダー・カールが相続することになったが、アレクサンダー・カールは継承権を放棄した。アンハルト＝ベルンブルク公爵家も既に断絶が決まっており、アンハルト諸公国はレオポルト4世の統治する統一アンハルト公国となることが確実になっていたのである。
プレス侯領に関しては、ハインリヒの甥で姉アンナ・エミーリエの息子であるホッホベルク伯ハンス・ハインリヒ10世が相続した。
| 先代 フェルディナント・フリードリヒ | アンハルト＝ケーテン＝プレス侯 1818年 - 1830年 | 次代 ルートヴィヒ           |
| 先代 ルートヴィヒ                   | アンハルト＝ケーテン＝プレス侯 1841年 - 1847年 | 次代 ハンス・ハインリヒ10世 |
| 先代 フェルディナント・フリードリヒ | アンハルト＝ケーテン公 1830年 - 1847年         | 次代 レオポルト4世          |